# Свети Димитър (Лобаница)
Вижте пояснителната страница за други значения на Свети Димитър.
„Свети Димитър“ (на гръцки: Aγίου Δημητρίου) е възрожденска православна църква в бившето костурско село Лобаница (Агиос Димитриос), Егейска Македония, Гърция. Храмът е част от Костурската епархия.

## Местоположение
Църквата е бившият енорийски храм на Горна Лобаница и е единствената запазена сграда от двете махали на селото, разсипано по време на Гражданската война (1946 - 1949). Разположена е на 4 km северозападно от село Косинец (Йеропиги).

## История
Храмът е възрожденски. Характерен е стенописът на Света Богородица Ширшая небес в конхата на апсидата, дело на местен зограф. Храмът има и малък дърворезбован иконостас.